# Sollevamento pesi ai Giochi della XIV Olimpiade - Pesi piuma
La competizione della categoria pesi piuma (fino a 60 kg) di sollevamento pesi ai Giochi della XIV Olimpiade si è svolta il giorno 9 agosto 1948  al Earls Court Exhibition Centre a Londra.

## Regolamento
La classifica era ottenuta con la somma delle migliori alzate delle seguenti 3 prove:
- Distensione lenta
- Strappo
- Slancio

Su ogni prova ogni concorrente aveva diritto a tre alzate.

## Risultati
| Pos.    | Atleta              | Nazione           | Peso Atleta | Totale | Distensione lenta | Distensione lenta | Distensione lenta | Strappo | Strappo | Strappo | Slancio | Slancio | Slancio |
| Pos.    | Atleta              | Nazione           | Peso Atleta | Totale | 1                 | 2                 | 3                 | 1       | 2       | 3       | 1       | 2       | 3       |
| ------- | ------------------- | ----------------- | ----------- | ------ | ----------------- | ----------------- | ----------------- | ------- | ------- | ------- | ------- | ------- | ------- |
| Oro     | Mahmoud Fayad       | Egitto            | 59,71       | 332,5  | 85                | 90                | 92,5              | 97,5    | 102,5   | 105     | 130     | 135     | 135     |
| Argento | Rodney Wilkes       | Trinidad e Tobago | 60,00       | 317,5  | 90                | 97,5              | 100               | 90      | 95      | 97,5    | 115     | 122,5   | 127,5   |
| Bronzo  | Jafar Salmasi       | Iran              | 59,99       | 312,5  | 95                | 100               | 102,5             | 90      | 95      | 97,5    | 115     | 120     | 120     |
| 4       | Nam Su-Il           | Corea del Sud     | 59,80       | 307,5  | 90                | 90                | 92,5              | 87,5    | 92,5    | 95      | 117,5   | 117,5   | 122,5   |
| 5       | Rodrigo del Rosario | Filippine         | 59,92       | 307,5  | 97,5              | 105               | 105               | 87,5    | 92,5    | 92,5    | 117,5   | 125     | 125     |
| 6       | Emerick Ishikawa    | Stati Uniti       | 60,00       | 307,5  | 87,5              | 92,5              | 92,5              | 90      | 95      | 97,5    | 120     | 127,5   | 127,5   |
| 7       | Johan Runge         | Danimarca         | 60,00       | 305,0  | 90                | 95                | 97,5              | 90      | 95      | 95      | 115     | 120     | 120     |
| 8       | Max Heral           | Francia           | 59,68       | 300,0  | 80                | 85                | 87,5              | 90      | 95      | 95      | 115     | 120     | 125     |
| 9       | Richard Tomita      | Stati Uniti       | 59,85       | 300,0  | 85                | 90                | 90                | 87,5    | 92,5    | 95      | 117,5   | 122,5   | 125     |
| 10      | André Le Guillerm   | Francia           | 59,86       | 300,0  | 80                | 85                | 87,5              | 85      | 90      | 92,5    | 115     | 120     | 120     |
| 11      | Anton Richter       | Austria           | 59,65       | 292,5  | 75                | 80                | 82,5              | 87,5    | 92,5    | 95      | 112,5   | 120     | 120     |
| 12      | Ibrahim El-Dessouki | Egitto            | 59,74       | 292,5  | 80                | 85                | 87,5              | 82,5    | 87,5    | 90      | 115     | 115     | 115     |
| 13      | Arvid Andersson     | Svezia            | 59,77       | 292,5  | 85                | 90                | -                 | 92,5    | 92,5    | 92,5    | 115     | 115     | -       |
| 14      | Denis Hallett       | Gran Bretagna     | 59,90       | 292,5  | 82,5              | 87,5              | 87,5              | 82,5    | 87,5    | 87,5    | 110     | 115     | 117,5   |
| 15      | Bálint Nagy         | Ungheria          | 59,50       | 290,0  | 82,5              | 87,5              | 87,5              | 90      | 90      | 95      | 110     | 115     | 117,5   |
| 16      | Daniel Pon Mony     | India             | 58,45       | 280,0  | 85                | 90                | 90                | 80      | 85      | 87,5    | 110     | 115     | -       |
| 17      | Sigismund Williams  | Giamaica          | 59,75       | 277,5  | 82,5              | 87,5              | 90                | 80      | 80      | 80      | 105     | 110     | 110     |
| 18      | Alphonso Correia    | Guyana britannica | 59,46       | 275,0  | 75                | 80                | 80                | 85      | 85      | 95      | 115     | 115     | 125     |
| 19      | Henri Colans        | Belgio            | 59,60       | 275,0  | 75                | 80                | 80                | 85      | 90      | 90      | 110     | 115     | 120     |
| 20      | Sidney Kemble       | Gran Bretagna     | 59,50       | 272,5  | 87,5              | 87,5              | 92,5              | 80      | 85      | 85      | 105     | 110     | 110     |
| 21      | Alfonso Fiorentino  | Argentina         | 59,45       | 260,0  | 70                | 75                | 80                | 75      | 80      | 85      | 100     | 105     | 110     |
| 22      | Richard Rieder      | Svizzera          | 59,90       | 255,0  | 75                | 80                | 82,5              | 75      | 80      | 82,5    | 95      | 100     | 105     |
| -       | Choi Hang-Gi        | Corea del Sud     | 59,45       | 85,0   | 95                | 95                | 95                | 85      | 90      | 90      | -       | -       | -       |